# Les 100 plus belles chansons de Michel Sardou
Albums de Michel Sardou
Zénith 2007 Les N°1 de Michel Sardou
Les 100 plus belles chansons de Michel Sardou est une compilation comprenant cent chansons de Michel Sardou publiée le 19 novembre 2007. Mélangeant arbitrairement les titres, ellecontient cent chansons parues entre 1965 et 2004.
Le best-of contient cinq disques, contenant chacun une vingtaine de chansons.

## Liste des titres

### Disque 1
| No  | Titre                                                         | Paroles                            | Musique                                | Durée |
| --- | ------------------------------------------------------------- | ---------------------------------- | -------------------------------------- | ----- |
| 1.  | Les Lacs du Connemara                                         | Michel Sardou - Pierre Delanoë     | Jacques Revaux                         | 6:02  |
| 2.  | Je vais t'aimer                                               | Gilles Thibaut                     | Jacques Revaux - Michel Sardou         | 5:27  |
| 3.  | Les Vieux Mariés                                              | Michel Sardou - Pierre Delanoë     | Jacques Revaux                         | 3:38  |
| 4.  | Musulmanes                                                    | Michel Sardou                      | Jacques Revaux - Jean-Pierre Bourtayre | 6:18  |
| 5.  | Rouge                                                         | Michel Sardou - Didier Barbelivien | Jacques Revaux                         | 4:12  |
| 6.  | Musica                                                        | Michel Sardou - Pierre Delanoë     | Toto Cutugno                           | 4:07  |
| 7.  | L'Aigle noir (extrait du live Live 2005 au Palais des sports) | Barbara                            | Barbara                                | 4:36  |
| 8.  | Le Surveillant général                                        | Michel Sardou                      | Jacques Revaux                         | 2:42  |
| 9.  | Mélodie pour Élodie                                           | Michel Sardou                      | Michel Sardou                          | 4:01  |
| 10. | Chanteur de jazz                                              | Michel Sardou - Jean-Loup Dabadie  | Jacques Revaux - Jean-Pierre Bourtayre | 4:42  |
| 11. | Je veux l'épouser pour un soir                                | Michel Sardou - Claude Lemesle     | Jacques Revaux                         | 3:45  |
| 12. | Dans la même année                                            | Michel Sardou - Pierre Billon      | Jacques Revaux                         | 4:07  |
| 13. | Un accident                                                   | Michel Sardou                      | Jacques Revaux                         | 4:05  |
| 14. | L'Album de sa vie                                             | Michel Sardou - Didier Barbelivien | Jacques Revaux - Jean-Pierre Bourtayre | 3:28  |
| 15. | Mon dernier rêve sera pour toi                                | Michel Sardou - Didier Barbelivien | Jacques Revaux                         | 3:56  |
| 16. | Les Années trente                                             | Michel Sardou - Pierre Delanoë     | Jacques Revaux                         | 3:31  |
| 17. | Selon que vous serez, etc., etc.                              | Michel Sardou                      | Jean-Pierre Bourtayre                  | 4:19  |
| 18. | Le Successeur                                                 | Michel Sardou - Didier Barbelivien | Jacques Revaux                         | 3:41  |
| 19. | Interdit aux bébés                                            | Michel Sardou                      | Jacques Revaux                         | 2:32  |

### Disque 2
| No  | Titre                               | Paroles                            | Musique                                | Durée |
| --- | ----------------------------------- | ---------------------------------- | -------------------------------------- | ----- |
| 1.  | Être une femme                      | Michel Sardou - Pierre Delanoë     | Jacques Revaux                         | 4:15  |
| 2.  | Je viens du sud                     | Michel Sardou - Pierre Delanoë     | Jacques Revaux                         | 4:03  |
| 3.  | Et mourir de plaisir                | Michel Sardou - Vline Buggy        | Jacques Revaux                         | 2:56  |
| 4.  | Attention les enfants... danger     | Michel Sardou                      | Jacques Revaux                         | 4:14  |
| 5.  | Je ne suis pas mort, je dors        | Michel Sardou                      | Jacques Revaux - Pierre Billon         | 3:51  |
| 6.  | Il était là (Le Fauteuil)           | Michel Sardou - Pierre Delanoë     | Jacques Revaux                         | 4:12  |
| 7.  | Marie-Jeanne                        | Michel Sardou - Didier Barbelivien | Jacques Revaux - Jean-Pierre Bourtayre | 4:47  |
| 8.  | Je t'aime, je t'aime                | Michel Sardou                      | Jacques Revaux                         | 3:39  |
| 9.  | Petit                               | Michel Sardou                      | Jacques Revaux                         | 2:54  |
| 10. | Le Mauvais homme                    | Michel Sardou - Jean-Loup Dabadie  | Jacques Revaux - Pierre Billon         | 4:46  |
| 11. | Espérer                             | Michel Sardou                      | Michel Sardou - Davy Sardou            | 3:27  |
| 12. | Je vous ai bien eus                 | Michel Sardou - Pierre Delanoë     | Jacques Revaux                         | 3:21  |
| 13. | Ils ont le pétrole, mais c'est tout | Michel Sardou                      | Pierre Billon                          | 4:00  |
| 14. | Io Domenico                         | Michel Sardou - Pierre Delanoë     | Jacques Revaux - Jean-Pierre Bourtayre | 4:08  |
| 15. | Huit jours à El Paso                | Michel Sardou - Pierre Delanoë     | Pierre Billon                          | 3:07  |
| 16. | Mon fils                            | Pierre Delanoë                     | Michel Sardou                          | 3:48  |
| 17. | Carcassonne                         | Michel Sardou                      | Jacques Revaux                         | 3:47  |
| 18. | Putain de temps                     | Michel Sardou - Didier Barbelivien | Jean-Pierre Bourtayre                  | 3:53  |
| 19. | Le France                           | Michel Sardou - Pierre Delanoë     | Jacques Revaux                         | 3:55  |
| 20. | La même eau qui coule               | Michel Sardou - Jean-Michel Bériat | Jacques Revaux                         | 6:00  |

### Disque 3
| No  | Titre                  | Paroles                            | Musique                                | Durée |
| --- | ---------------------- | ---------------------------------- | -------------------------------------- | ----- |
| 1.  | La Java de Broadway    | Michel Sardou - Pierre Delanoë     | Jacques Revaux                         | 4:07  |
| 2.  | Vladimir Ilitch        | Michel Sardou - Pierre Delanoë     | Jacques Revaux - Jean-Pierre Bourtayre | 4:40  |
| 3.  | Dix ans plus tôt       | Michel Sardou - Pierre Billon      | Jacques Revaux                         | 4:56  |
| 4.  | Je vole                | Michel Sardou - Pierre Delanoë     | Michel Sardou                          | 5:01  |
| 5.  | Les Yeux d'un animal   | Michel Sardou - Pierre Delanoë     | Didier Barbelivien                     | 3:48  |
| 6.  | Afrique adieu          | Michel Sardou                      | Jacques Revaux - Michel Sardou         | 6:38  |
| 7.  | Le Privilège           | Michel Sardou - Didier Barbelivien | Jacques Revaux - Michel Sardou         | 4:09  |
| 8.  | La Marche en avant     | Michel Sardou - Pierre Delanoë     | Jacques Revaux                         | 4:11  |
| 9.  | La Maison des vacances | Michel Sardou - Didier Barbelivien | Didier Barbelivien                     | 2:47  |
| 10. | Les Beatnicks          | Patrice Laffont                    | Jacques Revaux                         | 3:02  |
| 11. | C'est ma vie           | Michel Sardou - Pierre Delanoë     | Jacques Revaux                         | 4:30  |
| 12. | Français               | Michel Sardou - Didier Barbelivien | Michel Fugain                          | 3:49  |
| 13. | Les Ricains            | Michel Sardou                      | Guy Magenta                            | 2:26  |
| 14. | Zombi Dupont           | Michel Sardou - Pierre Delanoë     | Jacques Revaux                         | 2:41  |
| 15. | Côté soleil            | Michel Sardou - Pierre Delanoë     | Jacques Revaux                         | 3:36  |
| 16. | Loin                   | Michel Sardou - Robert Goldman     | Robert Goldman                         | 3:24  |
| 17. | Vivant                 | Michel Sardou - Pierre Delanoë     | Jacques Revaux                         | 4:48  |
| 18. | Non merci              | Michel Sardou                      | Jacques Veneruso                       | 3:25  |
| 19. | L'Acteur               | Michel Sardou - Jean-Loup Dabadie  | Jacques Revaux                         | 4:19  |
| 20. | Délire d'amour         | Michel Sardou - Pierre Delanoë     | Jacques Revaux - Jean-Pierre Bourtayre | 4:10  |

### Disque 4
| No  | Titre                                           | Paroles                            | Musique                                | Durée |
| --- | ----------------------------------------------- | ---------------------------------- | -------------------------------------- | ----- |
| 1.  | La Maladie d'amour                              | Michel Sardou - Yves Dessca        | Jacques Revaux                         | 3:30  |
| 2.  | La Vallée des poupées                           | Michel Sardou - Pierre Delanoë     | Jacques Revaux                         | 4:01  |
| 3.  | Le Rire du sergent                              | Michel Sardou - Yves Dessca        | Jacques Revaux                         | 3:07  |
| 4.  | Comme d'habitude                                | Gilles Thibaut - Claude François   | Jacques Revaux - Claude François       | 4:05  |
| 5.  | J'accuse                                        | Michel Sardou - Pierre Delanoë     | Jacques Revaux                         | 3:59  |
| 6.  | Le Cinéma d'Audiard                             | Michel Sardou - Didier Barbelivien | Jean-Pierre Bourtayre                  | 3:45  |
| 7.  | Les Bals populaires                             | Michel Sardou - Vline Buggy        | Jacques Revaux                         | 3:07  |
| 8.  | Le Bac G                                        | Michel Sardou                      | Jean-Pierre Bourtayre - Michel Sardou  | 3:52  |
| 9.  | Le Curé                                         | Michel Sardou - Pierre Delanoë     | Jacques Revaux                         | 3:26  |
| 10. | Victoria                                        | Pierre Delanoë                     | Jacques Revaux - Pierre Billon         | 4:28  |
| 11. | 6 milliards, 900 millions, 980 mille            | Michel Sardou - Pierre Delanoë     | Toto Cutugno                           | 2:53  |
| 12. | Je suis pour                                    | Michel Sardou                      | Jacques Revaux                         | 3:28  |
| 13. | 55 jours, 55 nuits                              | Michel Sardou                      | Michel Sardou                          | 3:46  |
| 14. | À l'italienne                                   | Michel Sardou - Pierre Delanoë     | Jacques Revaux - Jean-Pierre Bourtayre | 3:36  |
| 15. | K7                                              | Michel Sardou - Pierre Billon      | Jacques Revaux                         | 4:44  |
| 16. | Les Noces de mon père                           | Michel Sardou                      | Michel Sardou                          | 2:06  |
| 17. | J'y crois                                       | Michel Sardou                      | Michel Sardou                          | 3:13  |
| 18. | Verdun                                          | Michel Sardou                      | Michel Sardou                          | 4:10  |
| 19. | Marie ma belle                                  | Michel Sardou                      | Jean-Pierre Bourtayre                  | 5:14  |
| 20. | La Rivière de notre enfance (en duo avec Garou) | Didier Barbelivien                 | Didier Barbelivien                     | 3:22  |
| 21. | Danton                                          | Michel Sardou - Maurice Vidalin    | Jacques Revaux                         | 4:59  |

### Disque 5
| No  | Titre                                                         | Paroles                            | Musique                                | Durée |
| --- | ------------------------------------------------------------- | ---------------------------------- | -------------------------------------- | ----- |
| 1.  | En chantant                                                   | Michel Sardou - Pierre Delanoë     | Toto Cutugno                           | 3:54  |
| 2.  | Une fille aux yeux clairs                                     | Michel Sardou - Claude Lemesle     | Jacques Revaux                         | 2:41  |
| 3.  | J'habite en France                                            | Michel Sardou - Vline Buggy        | Jacques Revaux                         | 2:48  |
| 4.  | L'Anatole (hommage à Charles Trenet)                          | Michel Sardou                      | Michel Sardou                          | 3:12  |
| 5.  | Les Villes de solitude                                        | Michel Sardou - Pierre Delanoë     | Jacques Revaux                         | 4:00  |
| 6.  | La Vieille                                                    | Michel Sardou - Gilles Thibaut     | Jacques Revaux                         | 3:21  |
| 7.  | Le Temps des colonies                                         | Michel Sardou - Pierre Delanoë     | Jacques Revaux                         | 3:06  |
| 8.  | Un roi barbare                                                | Michel Sardou - Claude Lemesle     | Jacques Revaux                         | 5:51  |
| 9.  | L'Autre femme                                                 | Michel Sardou - Pierre Delanoë     | Jacques Revaux - Michel Sardou         | 2:53  |
| 10. | 1965                                                          | Michel Sardou                      | Jacques Revaux - Jean-Pierre Bourtayre | 4:19  |
| 11. | Tous les bateaux s'envolent                                   | Michel Sardou - Jean-Loup Dabadie  | Jacques Cardona                        | 3:49  |
| 12. | Les mamans qui s'en vont                                      | Michel Sardou - Jean-Loup Dabadie  | Jacques Revaux                         | 3:35  |
| 13. | Si l'on revient moins riches                                  | Michel Sardou - Didier Barbelivien | Jacques Revaux                         | 4:08  |
| 14. | Qu'est-ce que j'aurais fait, moi ?                            | Michel Sardou - Jean-Loup Dabadie  | Jacques Revaux                         | 3:46  |
| 15. | Un enfant                                                     | Michel Sardou                      | Jacques Revaux                         | 3:28  |
| 16. | Les Deux Écoles                                               | Michel Sardou - Pierre Delanoë     | Jacques Revaux                         | 3:46  |
| 17. | La première fois qu'on s'aimera                               | Michel Sardou - Pierre Delanoë     | Jacques Revaux                         | 3:42  |
| 18. | Du plaisir                                                    | Michel Sardou - Robert Goldman     | Robert Goldman                         | 3:23  |
| 19. | Aujourd'hui peut-être (extrait du live Palais des congrès 78) | Marcel Sicard                      | Paul Durand                            | ?     |
| 20. | Salut                                                         | Michel Sardou - Jean-Loup Dabadie  | Jacques Revaux - Jean-Pierre Bourtayre | 6:16  |